# Andrena micheneriana
Andrena micheneriana is een vliesvleugelig insect uit de familie Andrenidae. De wetenschappelijke naam van de soort is voor het eerst geldig gepubliceerd in 1978 door LaBerge.